# 中國漫畫
中國漫画一般指中國大陸的漫畫，但也包含香港漫畫等，各地華語漫畫。

## 历史

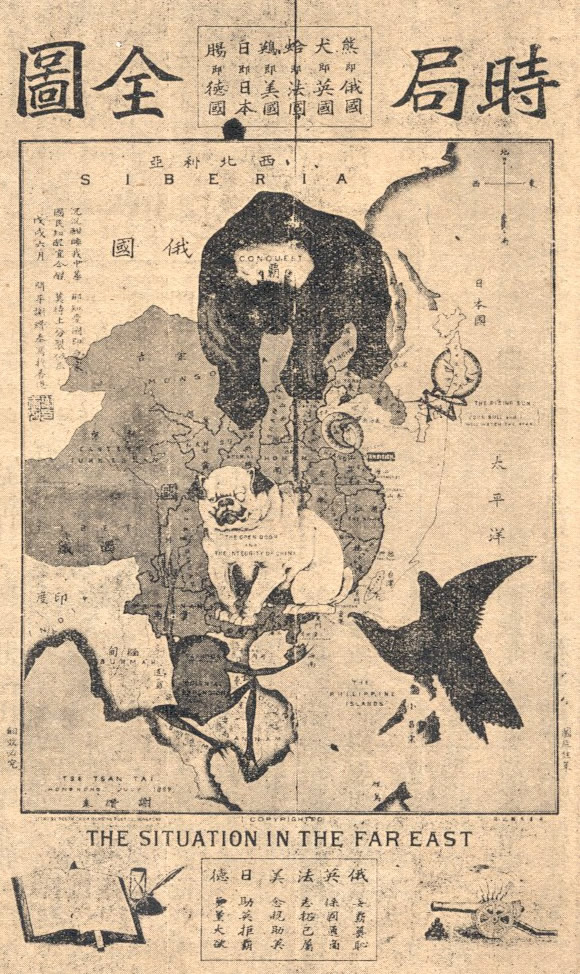
时局全图，1899年漫画

现存中国最古老的绘画样品出现在11世纪前的浮雕上以及公元前5000年到3000年的陶器上。其他例子还包括明代具有象征性的印刷画，一幅由清初朱耷画的讽刺画《孔雀竹石图》，以及1771年左右罗良峰画的“闹鬼”。中国漫画出现在19世纪末20世纪初，大约在1867至1927年间。 
20世纪初从西方传入的平版印刷在传播艺术起到了关键作用。在19世纪70年代初，讽刺画出现在了报刊上。到了20世纪20年代，如手掌大小的连环画在上海颇受欢迎。
第一个来自英国讽刺漫画杂志，刊登了题为“中国之拳”文章。中国人绘制的图画远东现状由谢赞泰于1899年在日本印刷。孙中山于1911年建立了中华民国，利用香港漫画宣传反清。《实录》和《人间画报》当中的一部分漫画则反映了早期政治过渡的艰难和战争年代。
1924年，豐子愷的圖畫「人散後，一勾新月天如水」被刊登在朱自清與俞平伯合辦的《我們的七月》期刊上，引起在上海辦《文學周報》的鄭振鐸的注意，《文學周報》在1925年開始連續刊載豐子愷的畫作，鄭振鐸給這些畫定了「子愷漫畫」的標題，自始中國開始以「漫畫」一詞形容這類圖畫。
卡通协会（漫画会）1927年在中国成立以前的作品不是连环画就是一些素材的松散集合。第一本中国漫画杂志，上海漫画在1928年发行。在1934年和1937年之间约有17种漫画杂志相继在上海创刊发行。而这种方式会在第二次中日战争爆发后再度被用作宣传手段。1941年日本人占领香港的时候，所有的漫画活动都停止了。随着1945年日本战败，中国国民党与共产党之间开始了政治斗争。其中一幅重要的漫画，这只是一个卡通领域，作者是人间画会，描绘了那个时候的政治背景。这一时期最流行的漫画之一是在1935年首次出版的张乐平的三毛 。
中国动荡的局势一直持续到上世纪50、60年代。中国移民的增加，使香港成为漫画潜在的主要市场，特别是伴随着婴儿潮一代的孩子。最有影响力的成人漫画杂志应是1956年的卡通世界。它连载了最畅销的崔大爷。日本和台湾漫画的进入并以跟盗版一样便宜的10美分价格销售，使本地市场充满挑战。  像老夫子一类的漫画则被当局用来振兴当地产业。
20世纪70年代，电视的出现是一个转折点。李小龙引发了新一波的功夫漫画热潮。直截了当的暴力促进漫画的销售。与此同时，香港政府在1975年推出了不雅出版法。小流氓是吸收了所有社会变化的作品之一。类型也在90年代的时候大大拓展，像麦唛和三部曲如“泰迪男孩”，“古惑仔”和“红灯区”。

## 术语
1925年，丰子恺在整治工作中在「文学周报」上刊载子恺漫画 。虽然「漫画」这个词在向日本漫画借鉴过来之前就存在过，但这种独特的出版物却凌驾于先前众多的卡通艺术形式之上。结果漫画一词便与中国连环画相关。 汉字中的漫画日文中的manga及韩语中的manhwa都表达同一个意思。

## 特征
现代中国式漫画的特色应归功于1982年具有突破性的艺术作品中華英雄。 它的绘画很有创意，也很逼真，其细节与真人神似。在19世纪到20世纪三十年代间的漫画人物都显得十分严肃。香港的文化开放性使得美国公司迪士尼的動畫作品米老鼠和木偶奇遇记等卡通角色在20世纪50年代被译介进来。西方文化对本土漫画的影响在像1954年的Little Angeli这样的作品中可得以一窥。60年代对大量涌入的日漫的翻译以及香港电视上播放的动漫都给人留下了深刻的印象。与日漫不同的是，中漫总是全彩绘制，仅为了一期刊物就常常多页手工作画。